# Divič
Divič (cyr. Дивич) – wieś w Bośni i Hercegowinie, w Republice Serbskiej, w mieście Zvornik. W 2013 roku liczyła 637 mieszkańców.